# Seyssuel-et-Chasse
Ancienne commune de l'Isère, la commune de Seyssuel-et-Chasse a été supprimée en 1853, au profit de deux nouvelles communes qui ont été créées sur son territoire :
- Chasse-sur-Rhône
- Seyssuel